# El País

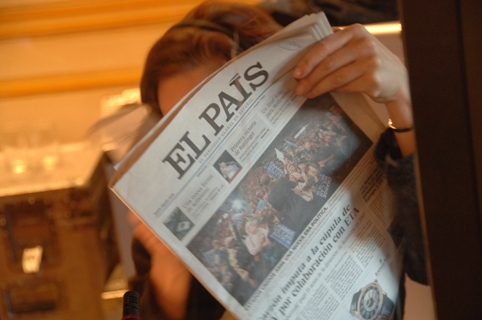
Exemplar al ziarului El País

El País este cel mai mare ziar din Spania.
În anul 2012 avea 390 de angajați.